# Arnside
Arnside est une ville anglaise située dans le comté de Cumbria et le district de South Lakeland. Elle se trouve au niveau de l'estuaire de la Kent, au nord-est de la baie de Morecambe.
En 2001, sa population était de 2 301 hab.

## Personnalités
Bob Braithwaite (1925-2015), tireur sportif, champion olympique en 1968, est né à Arnside.